# Colégio Santo Antônio
El Colégio Santo Antônio (Colegio San Antonio) es un colegio franciscano brasileño tradicional localizado en la región de Savassi, Belo Horizonte, y mantenido por la Casa de San Antonio.
La institución se ha destacado en el escenario brasileño por su excelente desempeño en el Examen Nacional de Enseñanza Media, liderando el ranking de escuelas con más de 100 estudiantes que realizaron el examen. También es referencia en aprobaciones en exámenes de ingreso para varias universidades del país y del mundo.

## Historia
El Colegio se estableció en São João del Rei (Minas Gerais) en el 1 de mayo de 1909 por la Orden de los Frailes Menores, y se consolidó como un referente en la educación, bienvenida a los estudiantes de todo el país. 
A fines de 1940, la escuela se trasladó a la capital del estado, a fin de preparar mejor a los estudiantes para el ingreso a la Universidad Federal de Minas Gerais (UMG esta época). Al mismo tiempo, el Comisionado de la Provincia de Santa Cruz se desprende de los Santos Mártires Gorcumienses, de los Países Bajos, cuando el primero se convirtió en una provincia independiente. 
Con la dirección del Frei Bertrando, Pedro Schretlen y la ayuda de otros miembros, el colegio se instaló en la calle Pernambuco, 880, el 17 de febrero de 1950, cuando una misa inaugural fue celebrada en una capilla improvisada. El Colegio también apoyó la autonomía de la provincia franciscana que acaba de crear. 
En 1972, la unidad de São João del Rei, la Escuela Secundaria Santo Antônio, finalmente, terminó sus actividades, dejando el edificio de la Municipalidad de esa ciudad. En el antiguo edificio comenzó a correr la Fundación Municipal de São João del Rei, una de las entidades que forman la Universidad Federal de São João del Rei. 
Los franciscanos condujeron el colegio manteniéndose fieles a los principios de la Orden. Después de la muerte de Frei Bertrando fue dirigido Frei Felix, de 1959 a 1962; frei Humbertino Backes, Eduardo Copray e Geraldi, de 1962 a 1967; frei Aristides Kasbergen, de 1967 a 1984; frei Dario Campos, de 1984 a 1991; Hilário Meekes, de 1991 a 2000.
En 2001, se hicieron cargo los Frades Francisco Carvalho Neto, Gilberto Teixeira, José Roberto García y Pedro Carlos Ferreira. En 2002 y 2003, respectivamente, Zé Roberto (y Pedro) dejó la dirección de la universidad, y Frei Flavio Silva Vieira continuó el trabajo en el área de la pastoral. 
Frei Jonas Nogueira da Costa se hizo cargo del ministerio a finales de 2006. Frei Jacir de Freitas Faria también es director general y pedagógica desde finales de 2006. Ya Frei Alexsandro Rufino da Silva es el director administrativo y financiero desde finales de 2007. 
En 2018, la institución se convirtió en miembro de la red del Programa de Escuelas Asociadas de la UNESCO (PEA / Unesco).

### Cronología

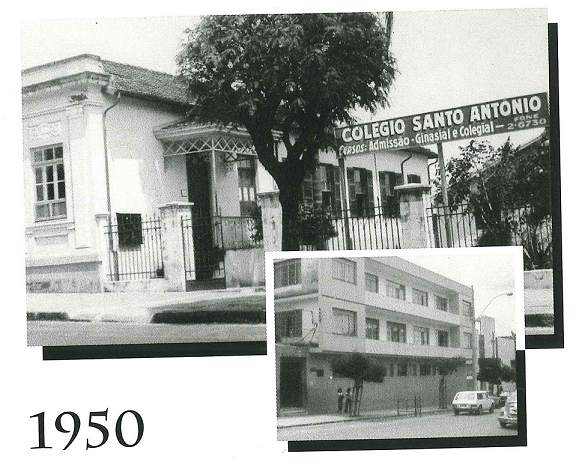
Colégio Santo Antônio en 1950.

- 1909 - Fundación del Colégio Santo Antônio, en São João del-Rei.
- 1950 - Inauguración de la sede en Belo Horizonte, que se centró inicialmente en el campo de la ciencia.
- 1964 - Inauguración de la capilla de San Antonio.
- 1977 - Instalación del Coleginho, que recibió los primeros grados de escuela primaria.
- 1992 - Implantación de las enseñanzas de la informática. En lo Coleginho, la construcción del edificio y la capilla de San Francisco.
- 1999 - Implementación del proyecto de gratuidad educativa para atender a los estudiantes desfavorecidos.

## Características
El cuarto lugar en Brasil en lo Exame Nacional do Ensino Médio (ENEM) 2008, Colégio Santo Antônio (CSA) se mantiene por la Asociación de Educación de franciscanos y Bienestar Social. Pertenece a la Provincia de Santa Cruz, la división interna de la Orden de los Frailes Menores, fundada en 1209 por San Francisco de Asís.
Los actuales directores del Colegio son Jacir de Freitas Faria (Educación y General), el P. Alexsandro Rufino da Silva (Asuntos Administrativos y Financieros) y lo frei Jonas Nogueira da Costa (Pastoral). El 1 de mayo de 2009, el Colegio completó 100 años. 
El Colegio tiene la Unidad de Educación Primaria (Coleginho), ubicada en calle Pernambuco, 732 (Savassi), donde los estudiantes estudian de primero a quinto grado. En cuanto a la Unidad 2 Escuela Primaria y Secundaria se encuentra en Pernambuco Rua, 880 (Funcionários). Aquí los estudiantes aprenden del 6 al 9 º grado de la escuela primaria y secundaria.

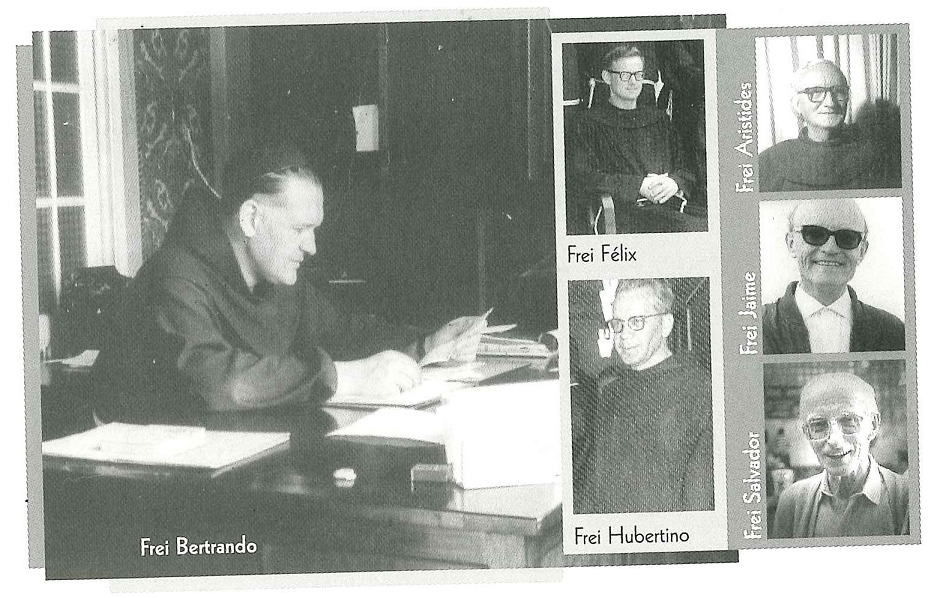
Frailes que fueron parte de la historia de la escuela.

Con profesores calificados, las bibliotecas con más de 30.000 volúmenes y varios laboratorios, el CSA proporciona las condiciones para que los estudiantes pueden desarrollar sus conocimientos. Dentro de la enseñanza, lo CSA tiene el CSA avanzada, que es una oportunidad para los estudiantes de secundaria pueden ir más allá de lo que se ofrece en el aula. Se trata de un tipo de investigación a nivel licenciatura, lo que lleva a los estudiantes a hacer investigaciones en la biblioteca y los ensayos de campo. El trabajo producido será publicado en una revista científica que se lanzará a finales de este año.
En el Ministerio, la CSA ofrece cursos en la Primera Comunión y la Confirmación. También son fiestas en el calendario litúrgico de fechas importantes como la Semana Santa, mes de María, San Antonio, San Francisco y la Navidad. También se ofreció un curso de carisma misionero franciscano para el profesorado y el personal.
Una serie de actividades extracurriculares son ofrecidos por el CSA en las áreas artísticas y deportivas. Los estudiantes toman clases de guitarra, violín, flauta, ballet, jazz, bailes folklóricos, fútbol, balonmano, voleibol y baloncesto. El Colegio también cuenta con tres coros y una orquesta experimental.
El CSA también tiene una obra social, que se encarga de los proyectos desarrollados en esta área. Actualmente, el Proyecto de Gratuidad Educativa ofrece más de 300 becas para estudiantes de familias de bajos ingresos. También reciben uniformes, libros y útiles escolares. También se hacen para desarrollar asociaciones con el trabajo social.
El lema del centenario del Colégio Santo Antônio resume el trabajo que se ha hecho a lo largo de su existencia: ¡A la Paz y la enseñanza del siglo Bien! Este lema fue elegido mediante un concurso entre los estudiantes en 2008.

## Gremio de estudiantes

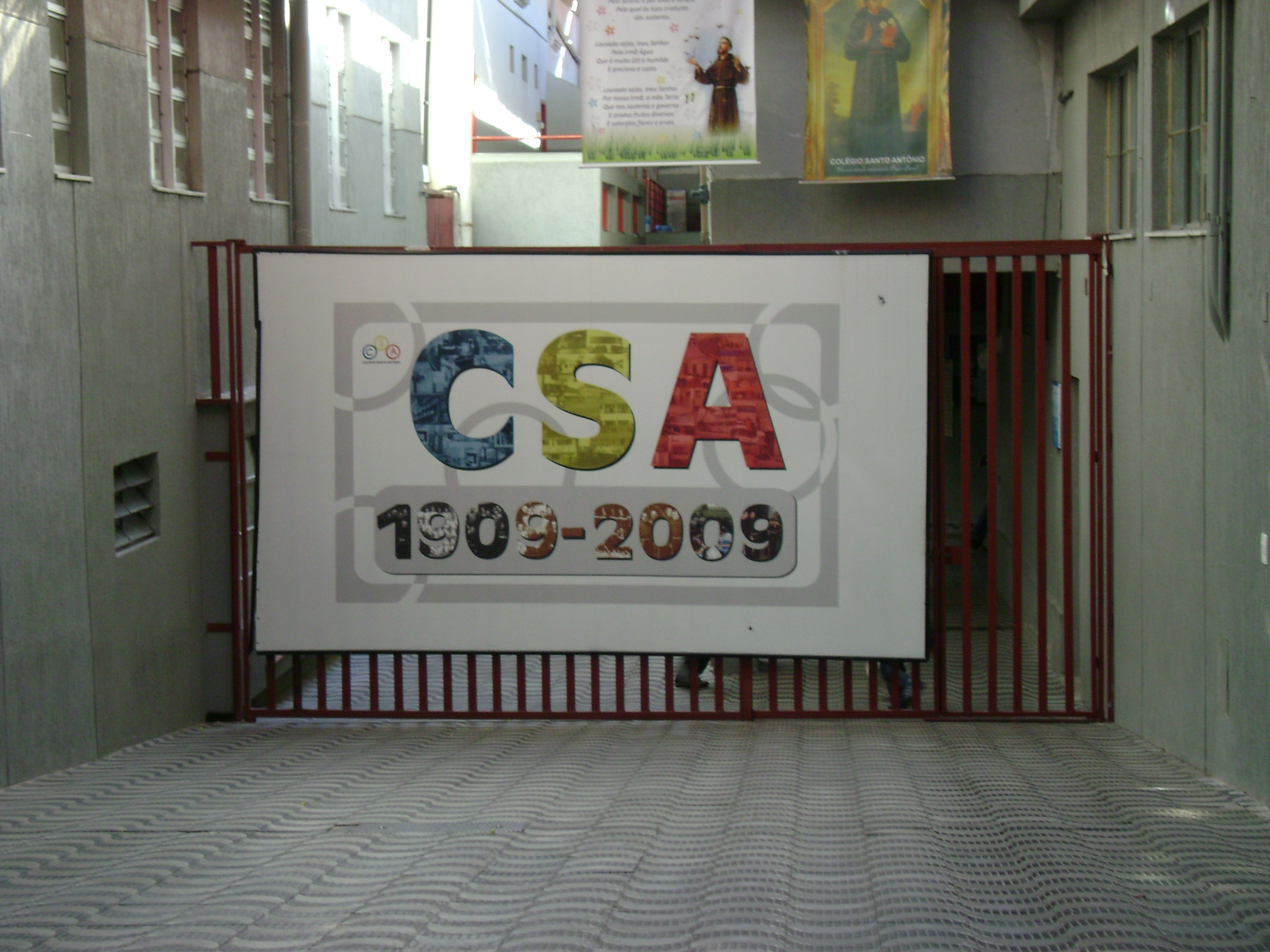
Rango de la celebración del centenario de la institución.

El Gremio del Colégio Santo Antônio es muy activo y recibe el apoyo de los directores y maestros. En el período electoral, favorece un conocimiento entre los estudiantes, promoviendo el debate entre los candidatos a cargos de elección popular e invitando a los jueces del Tribunal Regional Electoral (Tribunal Regional Eleitoral de Minas Gerais) para dar conferencias.
En el sector cultural, el Gremio y su Departamento de Asuntos Internos desarrolla proyectos como Debate de Teatro y Lectura de los clásicos. También promueve el Festival de Bandas en el tiempo de recreo. Alumnos votan por los mejores grupos y los ganadores del juego hacen el Festival de Sorvete, también patrocinado por el gremio.